# Santuario della Beata Vergine della Salute (Abano Terme)
Il santuario della Beata Vergine della Salute è la parrocchiale di Monteortone, frazione di Abano Terme, in provincia e diocesi di Padova; fa parte del vicariato di Abano Terme.
Sorto ai piedi della collina omonima del paesino, il santuario, consacrato alla Beata Vergine della Salute, ospita un pregevole ciclo di affreschi di Jacopo da Montagnana e una Crocifissione di Palma il Giovane.

## Storia
Il Santuario sorse nel 1435 a seguito di un'apparizione mariana, mentre imperversava una delle periodiche epidemie di peste. L'uomo d'armi Pietro Falco decise di ritirarsi in preghiera in un boschetto ai piedi del Monteortone per trovare ristoro ai malanni causati da vecchie ferite, conseguenza della sua condizione militare. Verso la fine di maggio del 1428 gli apparve la Beata Vergine Maria, Madre di Dio, che lo invitò ad immergersi nell'antica fonte termale. Qui sarebbe guarito ed avrebbe trovato un quadro-icona della sua immagine con in braccio il divin Figlio, con dipinti ai lati san Cristoforo e sant'Antonio Abate. Tale opera, di autore anonimo dei primi del Quattrocento, è tuttora custodita nell'artistico Sacello posto in fondo all'abside dell'altare maggiore. La Vergine Maria raccomandò di accogliere la volontà  del Figlio suo che invitava alla conversione del cuore e della vita, e ordinò di promuovere la costruzione di una chiesa-santuario a Lei dedicato, in cambio della cessazione della peste.
Effettivamente il flagello della peste finì e la notizia del miracolo suscitò subito l'interesse sia dei Rettori padovani, sia del Doge di Venezia, Francesco Foscari. Il fervore religioso fu tale che la Serenissima Repubblica di Venezia, con l'approvazione del vescovo di Padova, ritenne opportuno inviare prima due monaci e più tardi il frate agostiniano e priore, Simone da Camerino,  il quale promosse la costruzione del santuario e dell'attiguo monastero degli agostiniani di Monteortone.
Intanto, si moltiplicavano le donazioni, tanto che la prima chiesa poté essere aperta al culto già il 28 agosto 1435, festa di sant'Agostino. Frate Simone da Camerino, dotto e santo, vide aumentare la comunità dei monaci "Eremiti di Monteortone". Il frate Simone si prodigò per la pace  e fu incaricato delle trattative con Francesco Sforza, signore di Milano, per conto del Doge, Francesco Foscari, che portarono alla pace di Lodi, siglata il 9 aprile 1454.  Una lapide murata nella chiesa ricorda il fatto storico. Il frate è sepolto all'interno del santuario, sotto un'antica lapide tombale, posta a perpetua memoria, ai piedi dell'altare maggiore. Nel pavimento del santuario vi sono altre lapidi di nobili locali.
Chi sia l'autore del primitivo progetto del complesso sacro non è dato sapere, ma in seguito vi furono aggiunte di Pietro Lombardo, Tullio Lombardo e Baldassarre Longhena. Le traversie subite nel tempo non consentono di individuare con certezza tali interventi.
In epoca napoleonica, nel 1797 il santuario fu chiuso e nel 1806 spogliato completamente degli arredi. Chiesa e convento passarono all'Ospedale civile di Padova e divennero stabilimento termale.
Riaperto al culto nel 1850, il santuario divenne parrocchia nel 1925 e subì numerosi interventi di restauro.